# Oskar Davičo
Oskar Davičo (Šabac, 18. siječnja 1909. – Beograd, 30. rujna 1989.), srbijanski pjesnik, romanopisac, esejist i scenarist židovskog podrijetla. 

## Životopis
Rođen je u činovničkoj obitelji. Osnovnu školu pohađao je u Šapcu, gimnaziju u Beogradu (Prva muška), gdje je maturirao 1926. Studirao je romanistiku u Parizu, na Sorbonni (1926-1928) i na Filozofskom fakultetu Sveučilišta u Beogradu, gdje je i diplomirao 1930. Radio je kao srednjoškolski nastavnik u Šibeniku, Beogradu i Bihaću. 
U Bihaću je 1932. uhićen kao sekretar mjesnog komiteta KPJ. Sud za zaštitu države osudio ga je na pet godina robije. Po izdržanoj kazni u Mitrovici živio je najprije u Beogradu, gdje je ponovno uhićen 1938., zatim u Zagrebu. Iz KPJ je isključen 1940., po odluci Agitpropa (Đilas, Zogović), zbog suradnje u Krležinu Pečatu (gdje je objavio Hanu i odlomke iz kasnije nestalog romana). 
Po izbijanju Drugog svjetskog rata, ilegalno je radio u Splitu, gdje je uhićen 1941. i interniran prvo na Korčulu, zatim u Borgo Val di Taro u Italiji. 
Pobjegao iz Lombardije 1943., i preko Monte Gargana stigao do Dalmacije. Stupio u Prvu proletersku diviziju i s tom vojnom jedinicom prešao Bosnu, Crnu Goru, Sandžak, Taru, Durmitor. Odatle je prebačen na Vis, gdje je kraće vrijeme radio u Presbirou. Zatim je s brigadom, preko Valjeva, Aranđelovca, stigao u listopadu 1944. do Beograda, sudjelujući u borbama za njegovo oslobođenje. 
Odmah nakon oslobođenja uključen je u grupu koja je osnovala Tanjug, a 1945. prešao je u Borbu, zatim u Glas. Izvješćivao je sa suđenja ratnim zločincima u Nürnbergu, a zatim boravio kod Markosovih partizana u Grčkoj, o čemu je 1947. objavio knjigu Među Markosovim partizanima. Poslije toga prestao je s novinarstvom i živio isključivo od književnog rada. 
Bio je jedan od urednika Nove misli (1953. – 1954.), a 1955. jedan od osnivača i zatim dugogodišnji urednik časopisa Delo. Osamdesetih, u Sarajevu, osnovao je i uređivao časopis Dalje.

## Djela
Književnim radom počeo se baviti još u gimnaziji. Početkom tridesetih uključio se u nadrealistički pokret. 
- 1930. - poetski tekstovi Anatomija
- 1932. - Položaj nadrealizma u društvenom procesu
- 1938. - Pesme (Detinjstvo; Mladost; Brodolom; Ljubav; Nemir)
- 1947. - putopis Među Markosovim partizanima
- 1949. - poema Zrenjanin
- 1950. - zbirka pjesama Višnja za zidom
- 1951.(?) - pjesme Hana
- 1952. - roman Pesma i esej Poezija i otpori
- 1953. - poema Čovekov čovek
- 1954. - zbirka pjesama Nastanjene oči
- 1955. - zbirka pjesama Flora i roman Beton i svici
- 1958. - roman Radni naslov beskraja
- 1959. - stihovi Kairos i Tropi
- 1960. - eseji Pre podne
- 1962. - putopisi Crno na belo i roman Generalbas
- 1963. - romani Ćutnje i Gladi, pjesme Snimci
- 1964. - roman Tajne
- 1966. - roman Bekstva
- 1968. - poema Trg Em
- 1971. - roman Zavičaji
- 1972. - pjesme Pročitani jezik
- 1973. - Strip stop (s Predragom Neškovićem)
- 1974. - esej Rituali umiranja jezika[1]
- 1975. - pjesme Telo telu
- 1976. - Veverice-leptiri ili nadopis obojenog žbuna
- 1977. - Reči na delu
- 1979. - Misterija dana i književno-kritički tekstovi Pod-tekst
- 1980. - roman Gospodar zaborava
- 1981. - polemički i kritički tekstovi Pod-sećanja
- 1982. - pjesme Trema smrti
- 1983. - pjesme Gladni Stoliv i polemike Procesi
- 1986. - pripovijetke Nežne priče i pjesme Mali oglasi smrti
- 1987. - Dvojezična noć i Svetlaci neslični sebi
- 1988. - pjesme A diftong se obesio i Ridaji nad sudbinom u magli i romansirana autobiografija Po zanimanju samoubica
- 1999. - postumno: pjesme Prva ruka

### Scenariji
- 1951. - Poslednji dan
- 1951. - Dečak Mita[2]

Rukopis druge knjige romansirane autobiografije Po zanimanju izdajnik nestao je u ratnom Sarajevu.
U okviru Sabranih djela Oskara Daviča u dvadeset knjiga (Prosveta, 1969.) sakupljeni su njegovi eseji, članci, polemike i usmena izlaganja nastala do 1967., i to u petoj knjizi (Poezija, otpori i neopori), osamnaestoj (Novine nevino), devetnaestoj (Pristojnosti) i dvadesetoj (Notes).

## Nagrade
- Nagrada Ministarstva prosvjete Narodne Republike Srbije, za pjesmu Spomen na tamnovanje Svetozara Markovića (1947.)
- Nagrada Komiteta za kulturu i umjetnost Vlade FNRJ, za knjigu Među Markosovim partizanima (1948.)
- Nagrada Vlade FNRJ, za poemu Zrenjanin (1948.)
- Nagrada Saveza književnika, za roman Pesma (1952.)
- Listopadska nagrada grada Beograda, za roman Radni naslov beskraja (1958.)
- Zmajeva nagrada, za cjelokupno pjesničko djelo (1959.)
- NIN-ova nagrada za najbolji roman godine, trostruki laureat: za roman Beton i svici (1956), za roman Gladi (1963) i za roman Tajne (1963.)
- Sedmosrpanjska nagrada, za životno djelo (1970.)
- Nagrada AVNOJ-a, za pjesnički ubjedljivo i originalno djelo (1970.)
- Nagrada Branko Miljković, za Pročitani jezik (1972.)
- Vjesnikova književna nagrada Ivan Goran Kovačić, za knjigu eseja Rituali umiranja jezika (1976.)
- Nagrada Aleksa Šantić, za zbirku Telo telu (1976.)
- Disova nagrada, za trajni doprinos pjesništvu na srpskom jeziku (1972.)
- Njegoševa nagrada, za knjigu poezije Reči na delu (1978).
- Nagrada željezare Sisak, za zbirku pripovijedaka Nežne priče (1985).
- Goranov vijenac, za zbirku pjesama Svetlaci neslični sebi (1987).
- Plaketa Risto Ratković, za životno djelo (1989).
- Partizanska spomenica 1941.
- Orden zasluga za narod sa zlatnim vijencem (povodom šezdesetogodišnjice života)
- Orden junaka socijalističkog rada (1979.)

## Vanjske poveznice
Mrežna mjesta
- Oskar Davičo, Krov oluje, Sarajevske sveske 25-26/2009.
- Oskar Davičo  Arhivirana inačica izvorne stranice od 22. travnja 2021. (Wayback Machine), izbor pjesama
- Davičo, Oskar  Arhivirana inačica izvorne stranice od 9. svibnja 2021. (Wayback Machine), Krležijana
- Miklavž Komelj, Smrt protiv smrti, Sarajevske sveske 25-26/2009.
- Mira Otašević, Poternica za sobom, Sarajevske sveske 25-26/2009.
- Milica Nikolić, Jedinstveni Davičo, Sarajevske sveske 25-26/2009.